# Xã Centerville, Quận Neosho, Kansas
Xã Centerville (tiếng Anh: Centerville Township) là một xã thuộc quận Neosho, tiểu bang Kansas, Hoa Kỳ. Năm 2010, dân số của xã này là 476 người.